# Kontraposzt

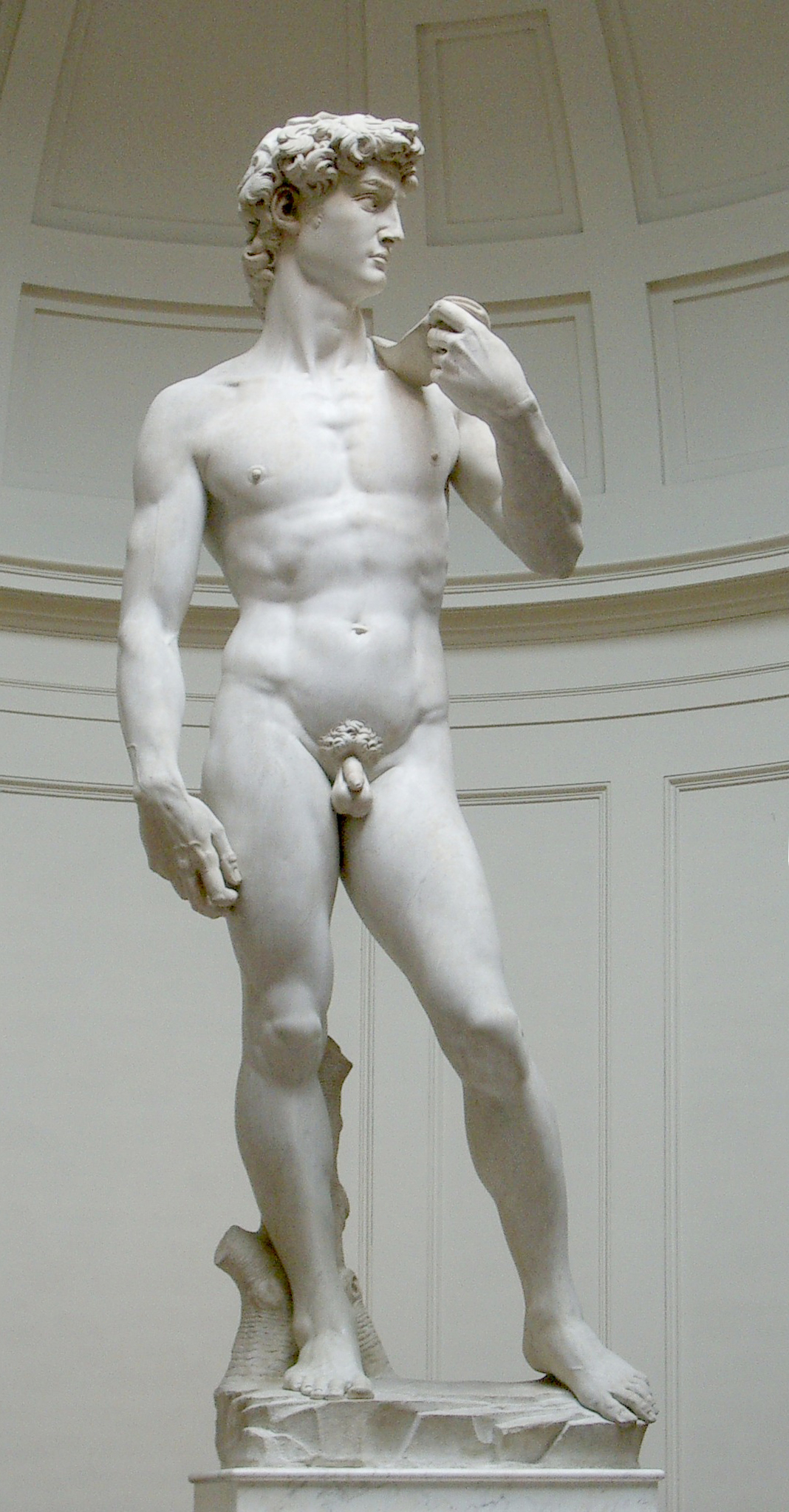
Michelangelo: Dávid (1500-1504).

A kontraposzt a vizuális művészetekben használatos kifejezés, mely emberi alakok testhelyzetére vonatkozik. A kontraposztban álló személy testsúlya nagy részét egyik lábára helyezi (legtöbb esetben a balra), így vállai és karjai a csípőjétől és lábaitól  eltérő tengelyen állnak.  Kölcsönözhet dinamikusabb vagy nyugodtabb pózt az alaknak, de használják feszültség kimutatására is, mintha éppen álló pozícióból készülne ellépni vagy futni. A kontraposzt a nyugati szobrászat kezdete óta létezik, már a klasszikus görög szobrász Polükleitosz is használta az időszámításunk előtti 4. században. Munkái közül a Doriphorosz és Diszkophorosz jó példák erre.
A klasszikus kontraposzt a reneszánszban bukkant fel újra az olasz Donatello és Leonardo da Vinci, később  Michelangelo és Raffaello munkáiban. Michelangelo Dávid-szobra talán a legismertebb szobrászati alkotás, amelyen jól megfigyelhető ez a póz. A kontraposzt megjelenése nagyon fontos lépés volt a szobrászatban, hiszen a nyugati művészetben ez volt az első alkalom arra, hogy az emberi testet érzelmi állapotok kifejezésére használták.

## Fordítás
- Ez a szócikk részben vagy egészben  a   Contrapposto című angol Wikipédia-szócikk fordításán alapul.  Az eredeti cikk szerkesztőit annak laptörténete sorolja fel. Ez a jelzés csupán a megfogalmazás eredetét és a szerzői jogokat jelzi, nem szolgál a cikkben szereplő információk forrásmegjelöléseként.